# Alexander Jannäus

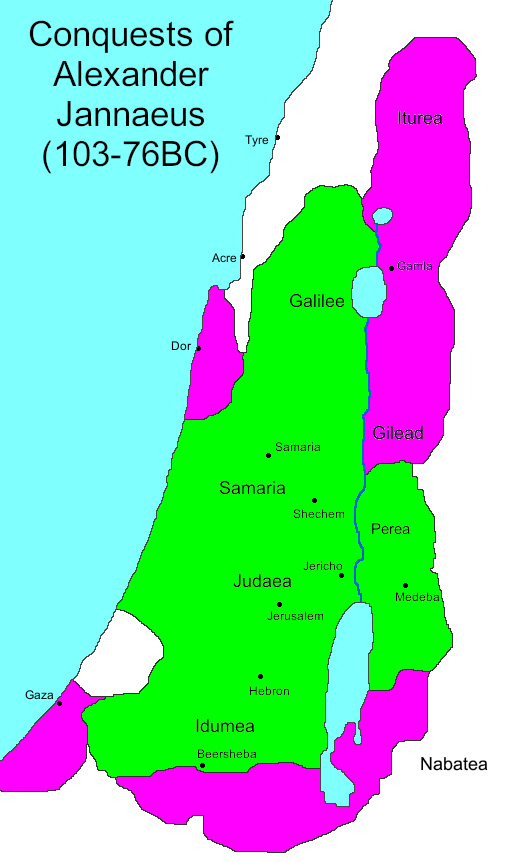
Das Königreich des Alexander Jannäus
Situation im Jahr 103 v. Chr.
erobertes Gebiet

Alexander Jannäus (andere Schreibweisen: Jannai oder Jannaios, ursprünglicher Name wohl Jonathan; * um 126 v. Chr.; † 76 v. Chr. in Ragaba) war hasmonäischer König von Juda und Jerusalemer Hohepriester (103–76 v. Chr.).

## Name und Familie
Er war Sohn des Johannes Hyrkanos I. und Bruder von Aristobul I. (104–103 v. Chr.). Nach dem Tod des Aristobulos I. bestimmte ihn dessen Ehefrau Salome Alexandra zum Nachfolger und ging mit ihm die Ehe ein, aus der Johannes Hyrkanos II. und Aristobulos II. sowie später nachfolgende Herrscher hervorgingen. Münzfunde deuten darauf hin, dass sein wirklicher Name Jonathan war und er den Namen Alexander entsprechend den damaligen Gepflogenheiten führte.

## Kriege
Seiner restaurativen Expansionspolitik gelang vor allem die Eroberung weiter Teile des Ostjordanlandes, darunter (nach zehnmonatiger Belagerung) Gadara (heute: Umm Qais) und ohne Widerstand die seinerzeit größte Festung des Ostjordanlandes, Amathous. Hinzu kam der Golan. Unter Alexander kam es zu innerjüdischen Konflikten mit den Pharisäern, welche sich gegen die zunehmende Hellenisierung unter den späten Hasmonäern wehrten. Dieser Bürgerkrieg dauerte sechs Jahre und wurde mit großer Brutalität von Alexander geführt; dies bezeugt der jüdische Historiker Flavius Josephus. Einem in Qumran gefundenen Kommentar zum Buch Nahum zufolge soll er nach dem Bürgerkrieg 800 politische Gegner zum Tode verurteilt und durch Kreuzigung hingerichtet haben. Andere seien geköpft worden. 2018 wurden auf dem Russischen Gelände in Jerusalem Spuren eines Massakers entdeckt, das in Alexanders Regierungszeit datiert wird und dem auch Frauen und Säuglinge zum Opfer fielen.
Nach dem Tode von Alexander Jannäus übernahm seine Frau, Salome Alexandra, die Herrschaft (76–67 v. Chr.).

## Beurteilung
Die wichtigste Quelle für das Leben von Alexander Jannäus sind die Jüdischen Altertümer von Flavius Josephus. Gemäß seinen Zahlenangaben starben bei den Feldzügen und in Bürgerkriegen insgesamt mehr als 100.000 Juden. Für F.F. Bruce war Alexander Jannäus ein „fürchterlicher Vandale, indem er die an sein Königreich angrenzenden hellenistischen Städte der Reihe nach belagerte und zerstörte“; „von allen Hohenpriestern Israels ... war keiner unwürdiger als er. Ihm ging es nur um die Mehrung seines Einflusses und um militärische Erfolge“. Und Walter Grundmann urteilte:
„In der Herrschaft Alexander Jannais zeigt sich deutlich der Verfall des harsmonäischen König- und Hohenpriestertums zu grausamer Despotie.“